# Памятная монета «Черепаха»
Памятная монета «Черепаха» (укр. Черепаха») — золотая памятная монета Национального банка Украины, посвящённая черепахе — символу долголетия и мудрости.

Была введена в оборот 29 апреля 2009 года. Относится к серии «Наименьшая золотая монета».

## Описание монеты и характеристики
| Номинал, гривен | Металл | Масса, г | Диаметр, мм | Качество изготовления         | Гурт    | Тираж, штук |
| --------------- | ------ | -------- | ----------- | ----------------------------- | ------- | ----------- |
| 2               | золото | 1,24     | 13,92       | специальное нециркулированное | гладкий | 10 000      |

### Аверс
На аверсе монеты в кольце из бусин изображён малый Государственный Герб Украины, над которым отмечен год чеканки монеты (2010); между кольцом и кантом монеты круговые надписи «Национальный банк Украины» (укр. Національний банк України, вверху), «2 гривны» (укр. 2 гривні, внизу), а также обозначение металла (Au) и его пробы 999,9 (слева), масса (1,24 г) и логотип Монетного двора Национального банка Украины (справа).

### Реверс
На реверсе монеты изображена чарепаха и размещены надписи «лат. TESTUDINES» (внизу) и «укр. ЧЕРЕПАХА» (вверху).

## Авторы
- Автор эскизов и моделей — Владимир Демьяненко.

## Стоимость монеты
Стоимость монеты — 649 гривен. Установлена Национальным банком Украины в период реализации монеты через его филиалы.